# Diane Langton
Diane Langton (Cranmore, 31 maggio 1944 – Cranmore, 15 gennaio 2025) è stata un'attrice, cantante e ballerina britannica.

## Biografia
Fece il suo debutto nel mondo dello spettacolo con il musical Hair, in scena nel West End londinese nel 1968. In seguito continuò a recitare in musical teatrali a Londra, danzando nel coro di Jesus Christ Superstar (1972) e di Two Gentlemen of Verona (1973), prima di interpretare il ruolo di rilievo di Fastrada nella prima londinese di Pippin, in cui danzò le coreografie di Bob Fosse nel ruolo di Fastrada. Nel 1975 recitò accanto a Jean Simmons in A Little Night Music all'Adelphi Theatre, per poi unirsi alla produzione londinese del musical Premio Pulitzer A Chorus Line nel ruolo di Diana Morales. Negli anni 80 raggiunse il successo televisivo con le serie Only Fools and Horses, The Rag Trade ed EastEnders, per poi tornare a teatro negli anni 90, quando riprese a recitare nel West End nel ruolo di Grizabella nel musical Cats, un ruolo che le diede l'opportunità di cantare la celebre Memory per otto repliche settimanali.
Attiva anche nel mondo del teatro di prosa, nel 1993 interpretò Miss Lucy in un revival de La dolce ala della giovinezza di Tennessee Williams in scena al National Theatre per la regia di Richard Eyre, mentre l'anno precedente recitò nel tour britannico de La commedia degli errori con la Royal Shakespeare Company. Nel 2002 recitò in una versione concertistica del musical Follies nel ruolo di Carlotta, mentre nel 2010 tornò a recitare nel West End nel musical Billy Elliot, interpretando la nonna dell'omonimo protagonista.

## Filmografia

### Cinema
- Ma il tuo funziona... o no? (Percy's Progress), regia di Ralph Thomas (1974)
- Tempi brutti per Scotland Yard (Trial by Combat), regia di Kevin Connor (1976)
- Il cuoco, il ladro, sua moglie e l'amante (The Cook, the Thief, His Wife and Her Lover), regia di Peter Greenaway (1989)

### Televisione
- Only Fools and Horses - serie TV, 2 episodi (1985-1986)
- Heartbeat - serie TV, 6 episodi (1995-1997)
- EastEnders - soap opera, 4 puntate (1998-1999)
- Doctors - soap opera, 2 puntate (2003-2008)
- Hollyoaks - soap opera, 424 puntate (2007-2009, 2012-2025)